# Ibn Taghribirdi
Jamāl al-Dīn Yūsuf ibn al-Amīr Sayf al-Dīn Taghrībirdī, o Ibn Taghrī Birdī (in arabo أبو المحاسن جمال الدين يوسف بن الأمير سيف الدين تغري بردي الأتابكي اليشبقاوي الظاهري‎?; Il Cairo, 1410 – Il Cairo, 1470), è stato uno storico egiziano di origine turca.

## Biografia
Proveniente da una famiglia legata al potere mamelucco d'Egitto (suo padre, un mamelucco d'Asia minore, cominciò una carriera brillante sotto Barquq, fino a diventare nel 1410 Nāʾib al-salṭāna di Damasco, una sorta di viceré), Ibn Taghrībirdī studiò sotto Abū Muḥammad Maḥmūd al-ʿAynī (1361-1451) e al-Maqrizi, due dei più illustri studiosi del Cairo di storia.
La sua opera più famosa sono gli estesi al-Nujūm al-zāhira fī mulūk Miṣr wa l-Qāhira (Le stelle manifeste circa i sovrani d'Egitto e del Cairo), dedicato alla cronaca dell'Egitto e al Sultanato mamelucco.
Secondo la tradizione, Ibn Taghrībirdī adottò uno stile annalistico, fornendo date precise di numerosi eventi. Ciò dimostra la possibilità dell'autore di accedere senza difficoltà agli archivi sultanali.

## Opere
- al-Nujūm al-zāhira fī mulūk Miṣr wa l-Qāhira.  Dalla conquista islamica dell'Egitto fino a poco prima della morte dell'Autore.
- al-Manhal al-ṣāfī wa l-mustawfī baʿd al-wāfī, dizionario biografico dei sultani, emiri, ʿulamāʾ e altre illustri personalità dall'inizio della dinastia Bahri, per un totale approssimativo di 3.000 biografie.
- Ḥawādith al-duhūr fī mada al-ayyām wa l-shuhūr, continuazione della storia di al-Maqrizi Sulūk li-maʿrifat duwal al-mulūk.